# November 2006
Portal Geschichte | Portal Biografien | Aktuelle Ereignisse | Jahreskalender | Tagesartikel

◄ |
20. Jahrhundert |
21. Jahrhundert

◄ |
1970er |
1980er |
1990er |
2000er
| 2010er | 2020er | 2030er | ►

◄ |
2002 |
2003 |
2004 |
2005 |
2006
| 2007 | 2008 | 2009 | 2010 | ►

◄ |
August 2006 |
September 2006 |
Oktober 2006 |
November 2006 |
Dezember 2006 |
Januar 2007 |
Februar 2007 |
►
Dieser Artikel behandelt tagesbezogene Nachrichten und Ereignisse im November 2006.

## Tagesgeschehen

### Mittwoch, 1. November 2006

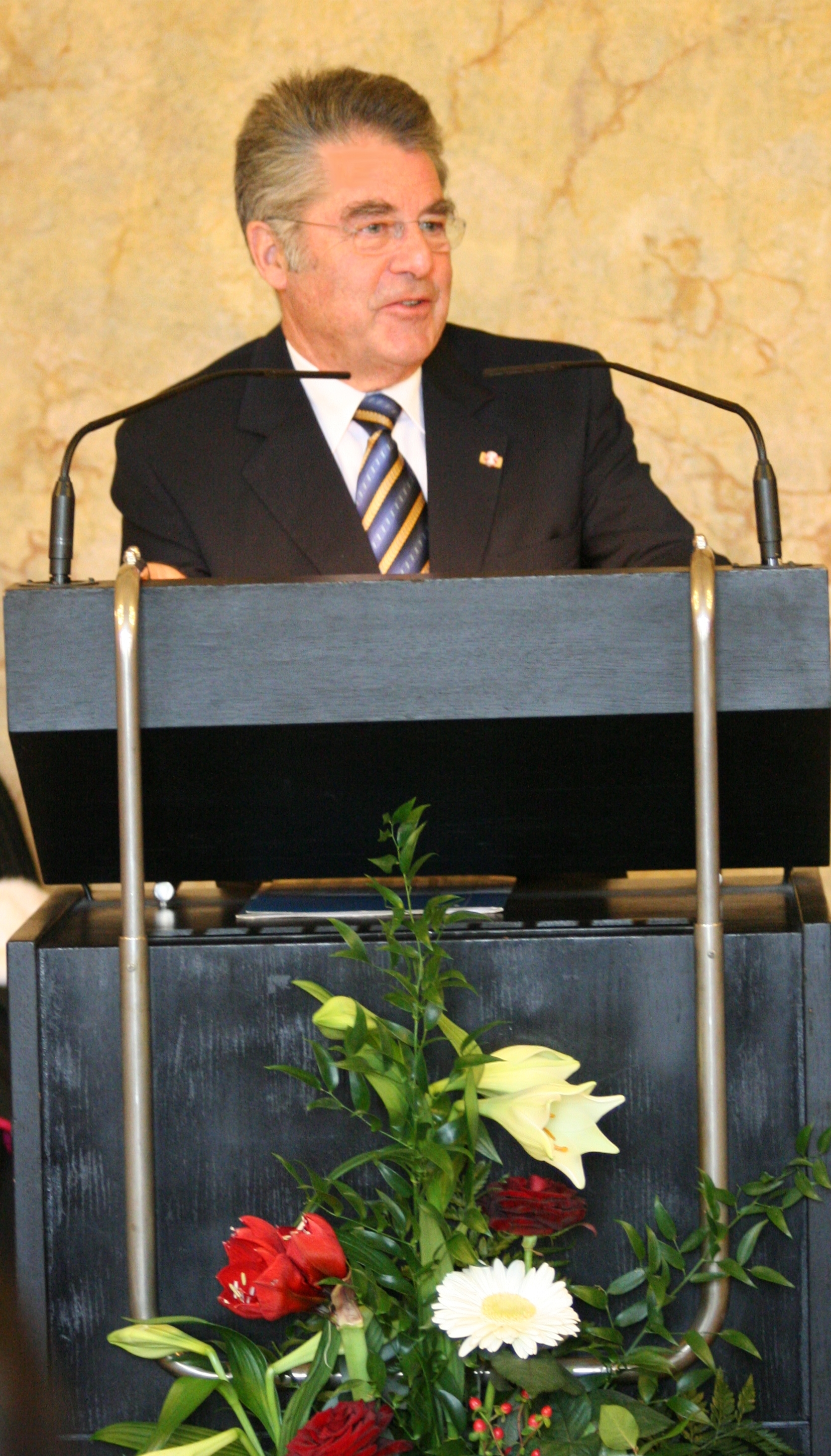
Heinz Fischer

- Barcelona/Spanien: In der Autonomen Gemeinschaft Katalonien entfallen bei der Parlamentswahl auf das Bündnis Convergència i Unió die meisten Stimmen.
- Berlin/Deutschland: Der Ministerpräsident von Mecklenburg-Vorpommern Harald Ringstorff (SPD) tritt sein Amt als Präsident des Bundesrates an.[1]
- Wien/Österreich: Im Messezentrum der österreichischen Hauptstadt wird der Internationale Gewerkschaftsbund (IGB) gegründet. Er vereint 190 Millionen Gewerkschafter aus 160 Nationen. Zuvor gab es die beiden globalen Dachverbände „Internationaler Bund Freier Gewerkschaften“ IBFG und „Weltverband der Arbeitnehmer“ WVA, die sich nun zusammenschließen. Erster Vorsitzender des IGB wird der Brite Guy Ryder.[2]
- Wien/Österreich: Die im Parlament ausgelöste Krise der Regierungsverhandlungen wird in einem Spitzentreffen von SPÖ-Obmann Alfred Gusenbauer, ÖVP-Bundeskanzler Wolfgang Schüssel und Bundespräsident Heinz Fischer erörtert. Über die Gesprächsinhalte wird Stillschweigen vereinbart. Die ÖVP setzte am 30. Oktober die Verhandlungen vorläufig aus, weil die SPÖ zusammen mit der Opposition einen parlamentarischen Untersuchungsausschuss zur Nachrüstung mit Eurofightern einsetzte, was zusammen mit einem 2. Ausschuss zur BAWAG-Affäre und der Bankenaufsicht den Wirtschaftsstandort Österreich gefährde und einen Vertrauensbruch der SPÖ gegenüber der ÖVP darstelle.[3][4]
- Zug/Schweiz: Eine Untersuchung des Netzwerks KPMG in 86 Ländern stellt einen Zusammenhang zwischen niedriger Unternehmenssteuer und überdurchschnittlichem Wachstum her. Mit Bulgarien, Kroatien, Lettland, Litauen, Polen, Rumänien, der Slowakei und Ungarn liegen acht ehemals sozialistisch regierte Länder unter den zehn bestplatzierten Ländern Europas. Sie erzielen im kontinentalen Vergleich allesamt schwache Werte im Index der menschlichen Entwicklung der Vereinten Nationen.[5]

### Donnerstag, 2. November 2006
- Berlin/Deutschland: CDU/CSU und SPD einigen sich in einer Bund-Länder-Arbeitsgruppe auf eine Reform der Unternehmenssteuer. Sie sieht eine Senkung der Steuerbelastung für Kapitalgesellschaften von 38,7 auf 29,8 %. Führend tätig waren Hessens Ministerpräsident Roland Koch und Bundesfinanzminister Peer Steinbrück.[6]
- New York/Vereinigte Staaten: Im wochenlangen Tauziehen um die Sitze im Sicherheitsrat (siehe Oktober 2006, Nachfolge von Argentinien) einigen sich die Kontrahenten Venezuela und Guatemala und geben ihren Anspruch zugunsten von Panama auf. Nach insgesamt 47 Wahlgängen in der Generalversammlung der Vereinten Nationen, bei der Guatemala besser abschnitt, kam der Kompromiss nach der Vermittlung Ecuadors am Mittwoch zustande. Panamas UN-Botschafter Richard Alberto Arias äußerte sich dankbar für die Nominierung. Guatemalas Bewerbung war u. a. von den USA unterstützt worden, Venezuela hatte sich hingegen zum Kampf gegen die USA und ihren UN-Botschafter John R. Bolton aufstilisiert und auf den Einfluss seines Ölreichtums gehofft. Sein umstrittener Präsident Hugo Chávez hatte in der September-Vollversammlung US-Präsident George W. Bush als „Teufel“ bezeichnet, der Schwefelgeruch hinterlasse.[7]
- New York/Vereinigte Staaten: Nach Zeitungsberichten verkauft der Philanthrop David Geffen das 1948 von Jackson Pollock erschaffene Gemälde No. 5 für 140 Millionen US-Dollar an einen Unbekannten. Es ist nun das teuerste Gemälde der Welt.[8]
- Nürnberg/Deutschland: Erstmals seit vier Jahren sinkt die Arbeitslosigkeit im Bundesdurchschnitt auf unter 10 %.[9]

### Freitag, 3. November 2006
- Mitteleuropa: Nach einem ungewöhnlich warmen Oktober kommt es am Donnerstag/Freitag zu einem verfrühten Wintereinbruch im gesamten Alpengebiet. Von der Schweiz bis Niederösterreich fällt bis in die Täler hinab Schnee, selbst in Wien fällt nach einem Temperatursturz auf −1° Schnee. Die Meteorologen der ZAMG ermitteln die Stadt Gmunden (427 m Seehöhe) als tiefstgelegenen Ort mit durchgehender Schneedecke. Geschlossen werden u. a. die Alpenpässe Grosser St. Bernhard, Maltatal, Timmelsjoch und Nockalm sowie Restefond–La Bonette in Frankreich und Gavia in Italien.[10][11]

### Samstag, 4. November 2006
- Budapest/Ungarn: Am Rande von Feiern zum Gedenken an die Niederschlagung des Ungarischen Volksaufstands durch die Rote Armee der Sowjetunion vor 50 Jahren veranstaltet die oppositionelle Partei Fidesz, wie schon im Oktober am 50. Jahrestag des Ausbruchs der Revolte, Demonstrationen gegen Ministerpräsident Ferenc Gyurcsány.
- Westeuropa: In weiten Teilen Westeuropas kommt es in den Abendstunden durch Kettenreaktionen im Hochspannungsnetz zu Stromausfällen.[12][13]

### Sonntag, 5. November 2006
- Bagdad/Irak: Der frühere Diktator Saddam Hussein wird in Bagdad zum Tod durch Hängen verurteilt. Die Schiiten des Landes, von denen Tausende unter Saddam ums Leben kamen, bejubeln das Todesurteil, während viele Sunniten protestieren. Auch die USA und die EU begrüßen das Urteil, letztere tritt jedoch für seine Aussetzung ein. Bei der Urteilsverkündung versuchte Saddam, den Richter zu überschreien.
- Managua/Nicaragua: Bei den gestrigen Präsidentschaftswahlen dürfte der frühere Revolutionsführer Daniel Ortega eine Mehrheit vor dem Gegenkandidaten Eduardo Montealegre erhalten.
- Nairobi/Kenia: Die Klimaschutzkonferenz der Vereinten Nationen mit 189 teilnehmenden Nationen beginnt. Sie soll u. a. die Nachfolge des Kyoto-Protokolls von 1997 beschließen, in dem sich 35 Industrieländer zu einer Schadstoffreduktion von 5 % gegenüber 1990 verpflichteten.
- Palästinensische Autonomiegebiete: Nach wochenlangen Verhandlungen einigen sich Hamas und Fatah auf eine „Regierung der nationalen Einheit“. Wer Regierungschef wird, bleibt noch offen.

### Montag, 6. November 2006
- Brüssel/Belgien: Die Verordnung der Europäischen Union (EU) betreffend Handgepäck bei Flugreisen tritt in den EU-Mitgliedstaaten Kraft. Aus Anlass der versuchten Londoner Anschläge dürfen nur mehr kleinste Mengen an Flüssigkeiten und Cremes (unter 0,1 Liter) ins Flugzeug mitgenommen werden. Bei der Kontrolle sind sie in einer durchsichtigen Plastiktüte (kleiner als 1 Liter) vorzuweisen. Größere Mengen müssen ins eingecheckte Gepäck bzw. werden konfisziert.
- Brüssel/Belgien: Beim Treffen der Euro-Gruppe lobte ihr Vorsitzender, Luxemburgs Regierungschef Jean-Claude Juncker, die deutsche Budgetpolitik, die noch vor einem Jahr kritisiert wurde. Deutschland nehme nun den reformierten Stabilitätspakt sehr ernst, während eines Aufschwungs für schlechte Zeiten vorzusorgen. Zuvor hatten die 12 Finanzminister die Konjunkturentwicklung und die Lage der Staatsfinanzen debattiert. Die Kommission will im kommenden Jahr ein Ende des Defizitverfahrens gegen Deutschland empfehlen, weil dessen Neuverschuldung heuer auf 2,3 % sinken dürfte.[14]
- Duschanbe/Tadschikistan: Das Volk wählt den seit 1992 diktatorisch regierenden aktuellen Staatspräsidenten Emomalij Rahmonow zum dritten Mal zum Staatsoberhaupt der Republik. Die Wahlkommission gibt an, dass auf den Sieger 79 % der Stimmen entfielen.[15]

### Dienstag, 7. November 2006
- Managua/Nicaragua: Der frühere Sandinisten-Guerillero Daniel Ortega (61, Linkspartei FSLN) könnte die Präsidentschaft vom Sonntag im 1. Wahlgang gewinnen, wofür 35 Prozent und ein 5 %-Vorsprung vor dem Zweiten (Eduardo Montealegre) nötig sind. Nach Auszählung von 60 % der Stimmen entfallen 38–39 % auf Ortega, dessen Politik inzwischen als gemäßigter eingestuft wird. Bei seinem Sieg könnten die USA, die Montealegre unterstützen, ihre Wirtschaftshilfe kürzen. Bei einer Stichwahl hätte hingegen Montealegre (derzeit 31–32 %) die größeren Chancen, weil ihn die anderen Kandidaten unterstützen würden. Das 5-Millionen-Land wird seit dem Ende des Bürgerkriegs 1990 von konservativen und neoliberalen Parteien regiert.[16][17]
- Schwerin/Deutschland: Der Landtag wählt Ministerpräsident Harald Ringstorff (SPD) zum dritten Mal zum Regierungschef in Mecklenburg-Vorpommern.[18]
- Washington, D.C./Vereinigte Staaten: Bei den Kongresswahlen (mid-term elections) zum Repräsentantenhaus und Senat verhelfen die Wähler der Demokratischen Partei zur Mehrheit in beiden Kammern. Diese lag bislang bei den Republikanern. Für die meisten republikanischen Kandidaten wirkt sich die Irak-Politik von Präsident George W. Bush negativ aus. Auch 36 Gouverneure werden gewählt. In Kalifornien entscheiden sich die Wähler für Arnold Schwarzenegger (Republikaner).[19][20]
- Wien/Österreich: Die seit 30. Oktober ausgesetzten SPÖ-ÖVP-Koalitionsgespräche stocken weiterhin, weil der Umgang mit zwei umstrittenen Parlamentsausschüssen unklar ist. Einzelne SPÖ-Politiker wie Gabi Burgstaller diskutieren erstmals eine mögliche Minderheitsregierung an (eine solche gab es lediglich 1970/71), Vizekanzler Gorbach (BZÖ) hingegen eine bisher allseits abgelehnte Dreiparteien-Koalition einer der Großparteien mit FPÖ und Grünen.[21]

### Mittwoch, 8. November 2006
- Brüssel/Belgien: Die Europäische Union kritisiert in einem neuen Bericht die Türkei für ihre geringen Fortschritte im Reformprozess, in den Ländern des Westbalkans sieht sie weitestgehend einen positiven Trend, vor allem in wirtschaftlichen Fragen.
- Managua/Nicaragua: Die Präsidentschaftswahlen ergaben einen Sieg des früheren Präsidenten und Sandinisten-Führers Daniel Ortega mit knapp 40 %. Nach der Verfassung ist im 1. Wahlgang nur eine 5 % übersteigende relative Mehrheit erforderlich. Bei einer Stichwahl hätte der konservative Kandidat Montealegre die größeren Chancen gehabt.
- Peschawar/Pakistan: Bei einem Rebellenangriff auf ein Trainingslager der pakistanischen Armee werden etwa 20 Rekruten getötet und 30 weitere verletzt.[22]
- Washington, D.C./Vereinigte Staaten: Erste Auszählungen der Kongresswahlen lassen eine Mehrheit der Demokraten im Repräsentantenhaus als sicher erscheinen, während der Ausgang beim US-Senat noch unentschieden ist. Um auch hier die Mehrheit von der Republikanischen Partei zu übernehmen, müsste die Demokratische Partei drei von sechs Kampfmandaten gewinnen. Derzeit (Stand: 20 Uhr MEZ) ist dies bei fünf Senatssitzen zu erwarten. In den letzten Jahrzehnten wurden nur selten so viele renommierte Republikaner abgewählt. Erstmals ist ein Moslem unter den Gewählten. Donald Rumsfeld ist von seinem Amt als Verteidigungsminister zurückgetreten.
- Wien/Österreich: Ein Ultimatum der SPÖ an die ÖVP wegen der unterbrochenen Regierungsverhandlungen wird von letzterer zurückgewiesen. Es sei zu dem (u. a. von Bundespräsident Heinz Fischer angesprochenen) Abbau des Misstrauens kontraproduktiv. Der Einladung von Alfred Gusenbauer zu einem Vieraugengespräch mit Wolfgang Schüssel werde dieser jedoch folgen.

### Donnerstag, 9. November 2006
- Berlin/Deutschland: Die Koalitionsregierung einigt sich nach langwierigen Verhandlungen überraschend auf die teilweise Privatisierung der Deutschen Bundesbahn bis zum Jahr 2009. Die Bahngleise und andere Infrastruktur sollen allerdings im Eigentum des Bundes bleiben.
- Israel, Palästinensische Autonomiegebiete: im nördlichen Gazastreifen demonstrieren Tausende gegen die Tötung von 18 Zivilisten durch einen Angriff auf ein Wohnhaus, der die Zerstörung von Hamas-Raketenbasen gegen Israel zum Ziel hatte. Dessen Premierminister Ehud Olmert hatte sich bereits für den Vorfall entschuldigt, den er als technischen Fehler beim Identifizieren der Raketenbasis bezeichnete. In den letzten Wochen waren etwa 50 Raketen gegen zivile Ziele im Grenzgebiet abgefeuert worden.
- Köln/Deutschland: Ein Urteil des deutschen Bundesverwaltungsgerichts gibt lärmgeplagten Anrainern von Flughäfen wieder Hoffnung. Auch wenn in Leipzig der nächtliche Frachtverkehr nicht zu umgehen sei, müsse ihnen hinsichtlich des Passagierverkehrs eine ruhige Kernzeit von 24:00 bis 5:00 Uhr garantiert werden.[23]
- New York/Vereinigte Staaten: Im Auktionshaus Christie’s werden vier weltberühmte Gemälde von Gustav Klimt – unter ihnen das Porträt „Adele Bloch-Bauer II“ (Zwillingswerk der „Goldenen Adele“) – versteigert und erlösen insgesamt über 180 Mio. US-Dollar, circa 140 Mio. Euro. Die Kunstwerke wurden 2005 von der Republik Österreich freiwillig an die Erbin der früheren Besitzerin restituiert, die sie vor ihrer Flucht vor den Nationalsozialisten der Österreichischen Galerie vermacht hatte. Die alte Dame war bei der Versteigerung persönlich anwesend. „Adele II“ ging um 69 Mio. € an einen anonymen Telefonanbieter und ist das fünft-teuerste Gemälde der Welt. Die „Goldene Adele“ hatte Ronald Lauder im Juni für seine neue Galerie ersteigert, nachdem eine Rückführung nach Wien am zu hohen Preis gescheitert war.[24][25]
- Washington, D.C./Vereinigte Staaten: Die Auszählung der Kongress- und Gouverneurswahlen vom 7. November ist fast abgeschlossen. Die Demokratische Partei übernimmt nach der Mehrheit im Repräsentantenhaus auch die im US-Senat. Ferner erringt sie in sechs Bundesstaaten den Posten des Gouverneurs von den Republikanern. In Kalifornien setzt sich jedoch, wie zuletzt erwartet, Arnold Schwarzenegger (Rep.) durch. Unter den etwa 20 wiedergewählten Senatoren ist Hillary Clinton (New York), die Frau des früheren demokratischen Präsidenten Bill Clinton. Angesichts der Auswirkung der politischen Fehler im Irakkrieg bei den Wahlen, beruft Präsident Bush den ideologisch umstrittenen Verteidigungsminister Donald Rumsfeld ab. Sein Nachfolger ist der als Technokrat geltende CIA-Chef Robert Gates. Auch mit einer Einladung an die neue demokratische Parlamentspräsidentin Nancy Pelosi zeigt Bush ein Zeichen der Kooperation mit dem bisher von seiner Partei dominierten Kongress.

### Freitag, 10. November 2006
- Berlin/Deutschland: Der Haushaltsausschuss des Bundestages beschließt mit den Stimmen der Großen Koalition den Bundeshaushalt 2007, nachdem die Ausgaben noch einmal um drei Milliarden € erhöht wurden. Erstmals seit 2001 verletzt das Budget nicht die EU-Konvergenzkriterien, was der Finanz-Vorsitzende Jean-Claude Juncker bereits vorgestern bei einem Treffen der EU-Finanzminister gewürdigt hatte.[26]
- Wien/Österreich: Fünf Wochen nach der Parlamentswahl in Österreich treffen sich die Parteichefs der Großparteien SPÖ und ÖVP, Alfred Gusenbauer und Bundeskanzler Wolfgang Schüssel, zu einem seit längerem angekündigten Vieraugengespräch, um die Regierungsverhandlungen zu einer großen Koalition doch noch in Gang zu bringen. Seit einer Woche wird in SPÖ-Kreisen unverhohlen von einer möglichen Minderheitsregierung gesprochen, obwohl diese (und auch denkbare Dreierkoalitionen von SPÖ oder ÖVP mit FPÖ und Grünen) von Bundespräsident Heinz Fischer definitiv abgelehnt wird.

### Sonntag, 12. November 2006
- Bonn/Deutschland: Laut Meldungen einiger Nachrichtenagenturen steht ein Wechsel in der Führungsspitze der Deutschen Telekom AG bevor. Konzernchef Kai-Uwe Ricke soll vom jetzigen T-Mobile-Chef René Obermann abgelöst werden. Darauf habe sich der Aufsichtsrat mit den beiden wichtigsten Anteilseignern, dem Bund und dem Finanzinvestor Blackstone geeinigt.[27]
- Dannenberg/Deutschland: Seit dem 11. November ist der zehnte Castortransport mit hochradioaktivem Atommüll unterwegs – von der Wiederaufarbeitungsanlage La Hague zum Zwischenlager nach Gorleben im niedersächsischen Wendland. 16.000 Polizisten sichern die Eisenbahnstrecke vor möglichen Blockadeaktionen durch Anti-Atomkraft-Aktivisten. Die zwölf Castor-Container kommen am Nachmittag im Verladebahnhof Dannenberg an und sollen montags mit Straßentransporten nach Gorleben gelangen.[28]

### Mittwoch, 15. November 2006

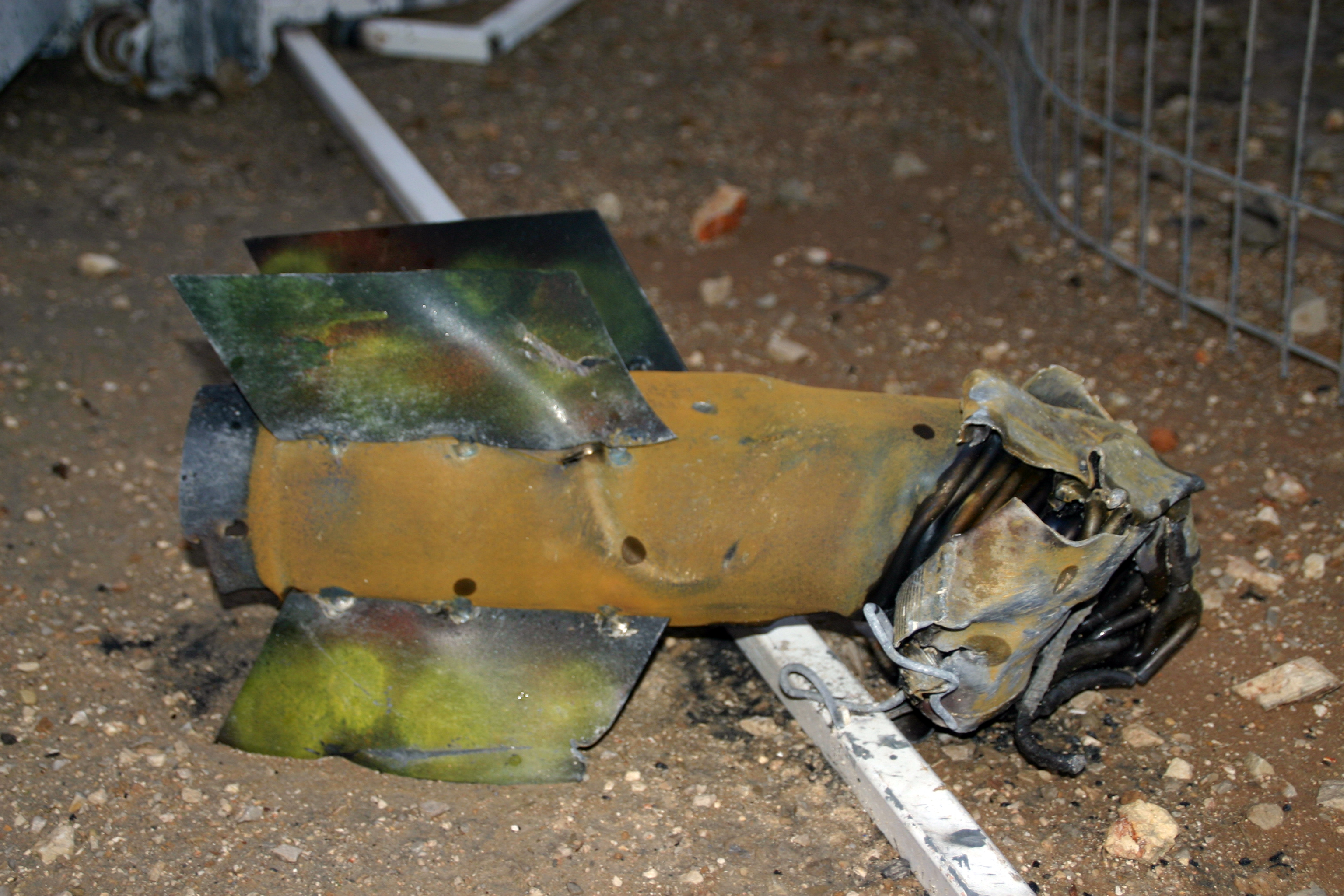
Überreste einer aus dem Gaza-Streifen auf Israel abgefeuerten Kassam-Rakete

- Doha/Katar: Der Nachrichtensender Al Jazeera English geht auf Sendung. Es ist der erste global verbreitete Nachrichtensender in englischer Sprache aus der arabischen Welt.[29]
- Israel: Ein schwerer Angriff mit acht Kassam-Raketen auf die Kleinstadt Sderot führt zu erneuten Diskussionen in Israel, die seit dem Rückzug (August 2005) über 1000 Raketenangriffe der Hamas durch einen großen Armeeeinsatz zu beenden. Seit einigen Wochen liefert der Iran Tonnen von Sprengstoff und Raketentreibstoff, die durch Tunnel an der ägyptischen Grenze in den Gazastreifen gelangen. Die Angriffe auf Israel, die zu häufigen Gegenaktionen führen, werden durch Ausbildungslager im Iran und Syrien unterstützt.[30]
- München/Deutschland: In einer großangelegten Razzia durchsuchen 200 Polizisten und Steuerfahnder 30 Büros des Siemens-Konzerns und einiger Manager in München, Erlangen und anderen deutschen Städten. Laut Staatsanwalt bestehe der Verdacht von Untreue (etwa 20 Millionen Euro) und der Zahlung von Bestechungsgeldern an potentielle Auftraggeber. Die Ermittlungen richten sich gegen zehn Personen, von denen fünf festgenommen werden.[31] Aus ähnlichen Gründen muss auch Peter Hartz vor Gericht, der frühere VW-Manager und Berater der Regierung Schröder.[32]
- Moskau/Russland: Präsident Wladimir Putin empfängt George W. Bush zu Beratungen über den Atomkonflikt mit dem Iran sowie Russlands Beitritt zur Welthandelsorganisation. Ein bilateraler Vertrag wird zur Unterzeichnung beim Asien-Pazifik-Gipfel am Wochenende in Hanoi vorbereitet.
- Straßburg/Frankreich: Das Europaparlament beschließt nach 3-jährigen Diskussionen mit breiter Mehrheit den Kompromiss zur EU-Dienstleistungsrichtlinie und dem grenzüberschreitenden Wettbewerb. Die Frage, wie Dienstleister im EU-Ausland tätig werden können, hatte im Mai 2005 zur Ablehnung der neuen EU-Verfassung in Frankreich und den Niederlanden geführt.[33]

### Donnerstag, 16. November 2006
- Karlsruhe/Deutschland: Der Bundesgerichtshof entscheidet über das Revisionsverfahren des mutmaßlichen Terroristen Mounir al-Motassadeq. Man erwartet, dass das Verfahren gegen den Marokkaner wegen neuer Hinweise wieder aufgenommen wird. Motassedeq war vom Hamburger Oberlandesgericht hinsichtlich Beihilfe zum Mord bei den Anschlägen vom 11. September 2001 freigesprochen worden.[34]
- Kathmandu/Nepal: Die Regierung und die maoistischen Rebellen unterzeichnen nach wochenlangen Verhandlungen ein Abkommen zur Beendigung des Bürgerkrieges. Die Rebellengruppen, die seit Jahren einen Großteil der Gebirgsregionen unter ihrer Kontrolle haben, werden 6 Minister in die etwa 20-köpfige Regierung entsenden.
- Paris/Frankreich: Die Sozialistische Partei wählt nach wochenlangem Vorwahlkampf ihren Kandidaten für die im April 2007 stattfindende Präsidentschaftswahl. Favoritin ist die frühere Umweltministerin und Lebensgefährtin des Parteichefs Hollande, Ségolène Royal. Ihren Kontrahenten Laurent Fabius und Dominique Strauss-Kahn wirft sie „Machismus“ vor, worauf Fabius fragt, wer denn auf ihre Kinder aufpasse. Zur Vorwahl sind 220.000 PS-Parteimitglieder aufgerufen, von denen überraschende 80 % teilnehmen. Royal erhält 60,6 %, womit eine parteiinterne Stichwahl entfällt. Bei der Wahl im April 2007 wird der jetzige Innenminister Nicolas Sarkozy für die Konservativen antreten.[35]
- Salzburg/Österreich: Der Schriftsteller Walter Kappacher erhält den Großen Kunstpreis von Salzburg. Der heuer zum fünften Mal vergebene, mit 15.000 Euro dotierte Preis geht zum zweiten Mal an einen Literaten.
- Wien/Österreich: Der Parteivorstand der ÖVP berät, ob die Ende Oktober nach parlamentarischen Störungen unterbrochenen Regierungsverhandlungen mit der SPÖ, die zu einer Großen Koalition drängt, wieder aufgenommen werden, und entscheidet für eine Fortsetzung unter der Bedingung, dass die SPÖ im Parlament künftig nicht mehr mit FPÖ oder Grünen gemeinsame Front gegen die Volkspartei bildet. Morgen soll ein erneutes Spitzengespräch zwischen den Parteichefs Schüssel und Gusenbauer stattfinden, wegen des Bundespräsidenten Heinz Fischer seinen Staatsbesuch in Luxemburg vorzeitig beendet. Sollte keine Große Koalition zustande kommen, dürfte es zu einer Minderheitsregierung der Sozialdemokraten kommen, die allerdings nur 68 von 183 Abgeordneten stellen.

### Samstag, 18. November 2006
- Berlin/Deutschland: Die Delegierten des Landesparteitags der SPD Berlin stimmen der Fortführung der einzigen rot-roten Koalition zwischen der SPD und der Linkspartei.PDS in einem deutschen Land zu.[36]

### Sonntag, 19. November 2006

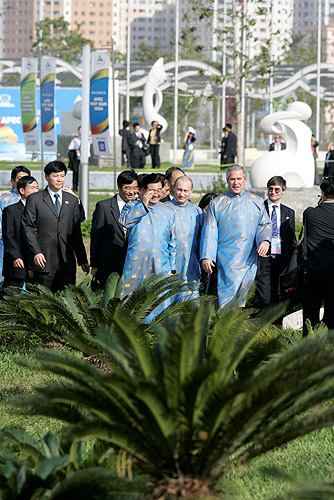
Teilnehmer des APEC-Gipfels

- Berlin/Deutschland: Die Delegierten des Berliner Landesparteitags der Linkspartei.PDS votieren ebenfalls für den Koalitionsvertrag mit der SPD. Die Linkspartei.PDS erhält die Ressorts Wirtschaft, Gesundheit sowie Arbeit, Soziales und Integration. Die SPD erhält die Bereiche Inneres, Stadtentwicklung, Finanzen, Justiz sowie Bildung.[37]
- Hanoi/Vietnam: Auf dem 18. Gipfel der Asiatisch-Pazifischen Wirtschaftsgemeinschaft APEC verabschieden die Teilnehmer eine Erklärung zur Stärkung des APEC-Sekretariats. Das Fernziel der Mitglieder ist seit 1989 eine Freihandelszone.[38]

### Montag, 20. November 2006

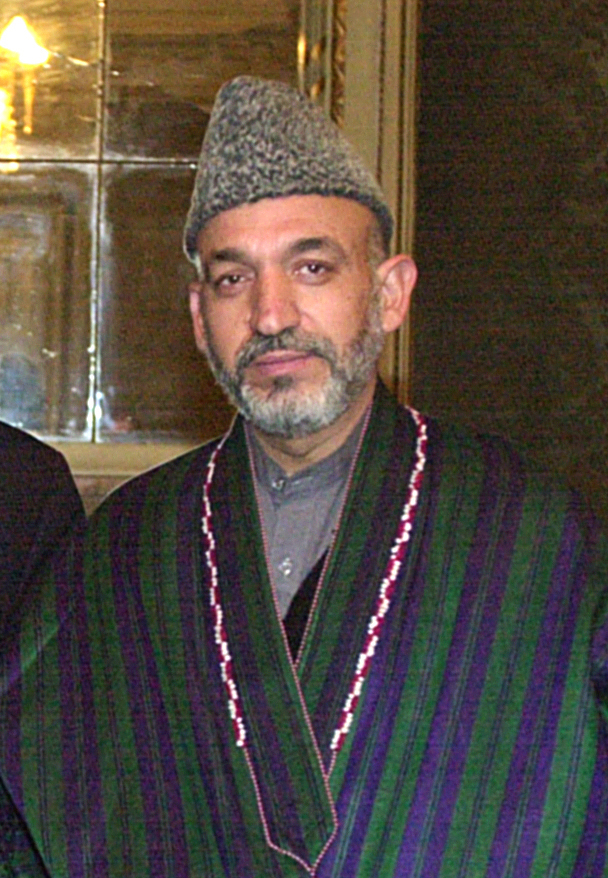
Hamid Karzai

- Emsdetten/Deutschland: An der Geschwister-Scholl-Ganztagsrealschule beenden Einsatzkräfte der Polizei einen Amoklauf. Der Täter – ein 18-jähriger ehemaliger Schüler – begeht schließlich mit einer Schusswaffe Suizid. Er betrat am Morgen mit vier Gewehren um sich schießend das Gebäude und verletzte vier Schüler und den Hausmeister. Insgesamt 37 Personen – davon 16 Polizisten – werden durch die vom Täter gezündeten Rauchbomben verletzt. Bereits vor zwei Jahren kündigte der junge Mann seine Tat in einschlägigen Internetforen an.[39][40]
- Helsinki/Finnland: Die Europäische Union stellt der Türkei ein Ultimatum: Der Staat müsse innerhalb der kommenden Woche Häfen und Flughäfen auch für Schiffe und Flugzeuge aus der Republik Zypern öffnen, wenn die Beitrittsverhandlungen in bisheriger Form fortgesetzt werden sollen. Finnlands Regierungschef Matti Vanhanen, der turnusgemäß dem Europarat vorsitzt, mahnt die Verpflichtungen ein, die die Türkei hinsichtlich der Zollunion eingegangen ist.[41]
- Kabul/Afghanistan: Bei einem Besuch des britischen Premierministers Tony Blair beim afghanischen Präsidenten Hamid Karzai suchte er überraschend auch Truppeneinheiten in der Provinz Helmand auf, um die Wichtigkeit des Kampfs gegen die Taliban zu betonen: „Hier, in diesem außergewöhnlichen Stück Wüste, wird die Zukunft der Weltsicherheit im frühen 21. Jahrhundert entschieden.“ Seit Anfang 2006 starben 36 britische Soldaten bei Kämpfen in Afghanistan.[42]
- Kempten/Deutschland: Der Sonthofener Krankenpfleger Stephan Letter wird vom Gericht wegen Mordes in zwölf Fällen zu lebenslanger Haft verurteilt. Eine vorzeitige Haftentlassung ist ausgeschlossen. Der Täter führte Patienten auf der Intensivstation des Klinikums Sonthofen zwischen März 2003 und Juli 2004 über einen Venenzugang zunächst ein Narkotikum zu und kurze Zeit später das Atemhemmungsmittel Lysthenon. Als ihn die Polizei 2004 verhaftete, hatte der so genannte „Todespfleger von Sonthofen“ bereits ein mehrseitiges Geständnis verfasst.[43]

### Dienstag, 21. November 2006
- Bagdad/Irak: Syrien und der Irak nehmen nach 25 Jahren wieder Beziehungen auf: Der irakische Außenminister Hoschijar Sebari und sein syrischer Amtskollege Walid al-Mualem unterzeichnen ein Kooperationsabkommen in Bagdad. Darin betonen beide auch die Notwendigkeit einer US-Militärpräsenz im Irak. Mualem sagte außerdem die Unterstützung seines Landes bei der Bekämpfung der Aufständischen im Irak zu. Man werde „Hand in Hand zusammenarbeiten, um für den Bruder Irak Sicherheit zu erreichen.“[44]
- Beirut/Libanon: Industrieminister Pierre Gemayel fällt einem Attentat zum Opfer. Es ist nach Ministerpräsident Rafik Hariri (Februar 2005) bereits der 5.Mord an einem syrienkritischen Politiker. Präsident Émile Lahoud verurteilt das Attentat als «Katastrophe, die alle Libanesen getroffen hat»; viele befürchten nun ein Wiederaufflammen des Bürgerkriegs. Der UNO-Sicherheitsrat nennt Gemayel «ein Symbol der Freiheit und der politischen Unabhängigkeit» des Landes und beschließt ein internationales Tribunal zur Ermordung Hariris. Gemayels Phalange-Partei gehört der antisyrischen Parlamentsmehrheit an, der die prosyrische Hisbollah seit ihrem Regierungsaustritt mit dem Sturz droht.[45]
- Berlin/Deutschland: Der Deutsche Leichtathletik-Verband (DLV) leitet ein Ermittlungsverfahren gegen Nils Schumann und Grit Breuer wegen Verdachts auf Doping eingeleitet. Auslöser dafür sind Informationen aus den Akten des Strafprozesses gegen den wegen Dopings verurteilten Trainer Thomas Springstein.[46]
- Brüssel/Belgien: Der Automobilhersteller Volkswagen AG möchte den Golf in Zukunft nur noch in Wolfsburg und in Mosel produzieren. In Belgien sind daher rund 4.000 Arbeitsplätze gefährdet. Allerdings könnte als Kompensation das neue Audi-A3-Cabrio statt in Ungarn nun in Brüssel gefertigt werden.[47]
- Jakarta/Indonesien: Anlässlich der Gespräche des US-Präsidenten George W. Bush über eine tiefere wechselseitige Militärkooperation protestieren Demonstranten gegen Bush und seine Politik.[48]
- Vereinigte Staaten: Laut einer Untersuchung unter 2011 Reisenden in 16 Ländern der Discover America Partnership (DAP) sind die Vereinigten Staaten von Amerika das Touristen-unfreundlichste Land der Welt. „Das Einreiseprozedere hat ein Klima von Angst und Frustration geschaffen, das Touristen fern hält“, sagt Geoff Freeman, der Vorsitzende der DAP.[49]

### Mittwoch, 22. November 2006

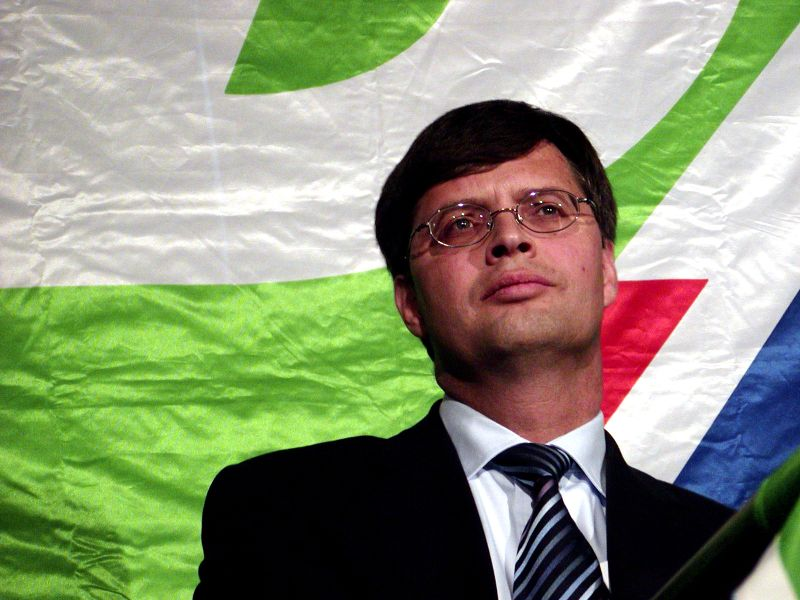
Jan Peter Balkenende

- Den Haag/Niederlande: In den Niederlanden schreiten rund zwölf Millionen Wahlberechtigte zu den Urnen, um über die 150 Sitze in der Zweiten Kammer, der Volksvertretung zu entscheiden. Umfragen zufolge sollte es ein enges Rennen der regierenden Christdemokraten (CDA) von Ministerpräsident Jan Peter Balkenende und den Sozialdemokraten (PvdA) von Oppositionschef Wouter Bos geben. Eine große Koalition wurde zuvor nicht ausgeschlossen. Am Wahlabend gilt Ministerpräsident Balkenende als Sieger aus den Parlamentswahlen hervor, da er im Wahlkampf die zuvor bei ihm reklamierte Langweiligkeit geschickt als Zuverlässigkeit uminterpretiert hatte. Neben ihm sind die Sozialisten die eigentlichen Wahlgewinner, während die Sozialdemokraten an Boden verloren haben. Balkenende wird sich dennoch auf die Suche nach einem Koalitionspartner machen müssen.[50]

### Donnerstag, 23. November 2006
- London/Vereinigtes Königreich: Der russische ehemalige Mitarbeiter der Nachrichtendienste KGB und FSB Alexander Litwinenko stirbt in einem Krankenhaus an Organversagen. Derzeit noch unbekannte Täter vergifteten ihn mit dem radioaktiven Material Polonium 210.

### Freitag, 24. November 2006
- Helsinki/Finnland: Das Gipfeltreffen zwischen der Europäischen Union und Russland eröffnet keinen Weg zu einem beiderseits prinzipiell gewünschten Partnerschaftsabkommen. Polen blockiert die Verhandlungen, weil Russland an seinem Importverbot für Fleischprodukte und Gemüse aus Polen festhält. Bis zuletzt können die anderen Europäer die polnische Delegation nicht zur Aufgabe ihrer Blockadehaltung bewegen, auch Russland gibt nicht nach.[51]

### Samstag, 25. November 2006
- Wien/Österreich: Bei der 7. Verleihung des Nestroy-Theaterpreises werden Edith Clever als beste Schauspielerin und Nicholas Ofczarek als bester Schauspieler ausgezeichnet.

### Sonntag, 26. November 2006
- Quito/Ecuador: Rafael Correa gewinnt mit 56,67 % Stimmenanteil die Stichwahl gegen Álvaro Noboa bei den Präsidentschaftswahlen 2006.

### Dienstag, 28. November 2006
- Ankara/Türkei: Papst Benedikt XVI. beginnt seine Türkei-Reise mit einem Besuch des Atatürk-Mausoleums an der Seite des türkischen Ministerpräsidenten Recep Tayyip Erdoğan. Im Vorfeld gab es Demonstrationen gegen den Papstbesuch.[52]

### Mittwoch, 29. November 2006
- Berlin/Deutschland: Das Bundeskabinett beschließt, seinen Gesetzesentwurf zur „Rente mit 67“ in den Bundestag einzubringen. Bei Umsetzung der Reform würde einerseits das Regel-Renteneintrittsalter, beginnend im Jahr 2012, schrittweise von 65 auf 67 Jahre erhöht werden und andererseits eine neue Regel in Kraft treten, nach der jedem Versicherten seine volle Rente nach 45 Beitragsjahren altersunabhängig bewilligt wird. Parallel dazu will die Regierung ein Beschäftigungsprogramm für Ältere starten.[53][54]

## Weblinks

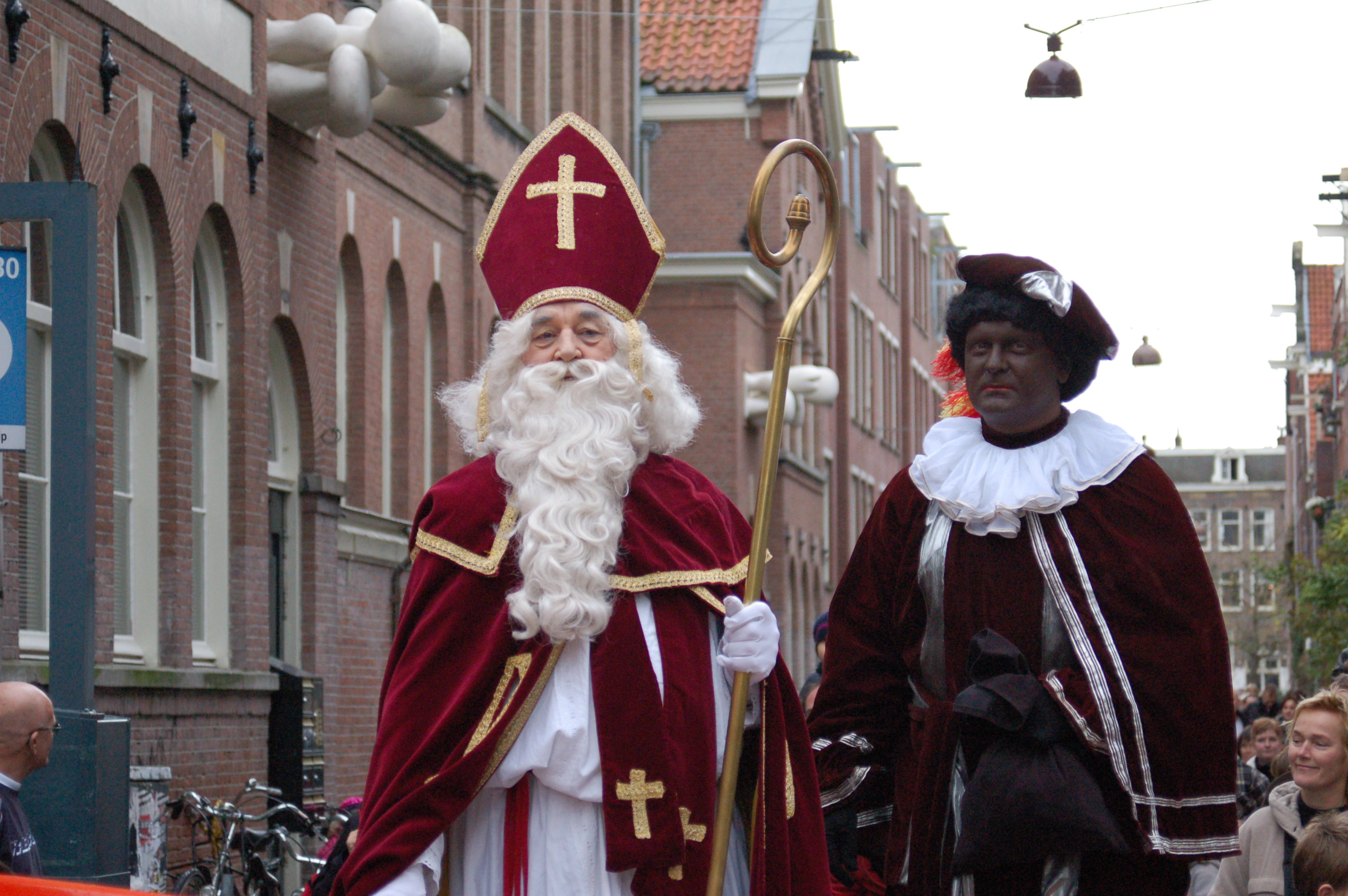
Niederlande im November 2006